# فيلي ماسون
فيلي ماسون (بالإنجليزية: Willie Mason)‏ (15 أبريل 1980 بأوكلاند في نيوزيلندا - ) هو لاعب دوري الرغبي وملاكم نيوزلندي.

## روابط خارجية
- فيلي ماسون على موقع ItsRugby.co.uk (الإنجليزية)